# La nostra ultima canzone
La nostra ultima canzone è un singolo del cantautore italiano Motta, pubblicato il 6 marzo 2018 come secondo estratto dal secondo album in studio Vivere o morire.

## Video musicale
Il videoclip è stato pubblicato il 12 marzo 2018 sul canale Vevo-YouTube del cantante.

## Classifiche
| Classifica                | Posizione massima |
| ------------------------- | ----------------- |
| Italia                    | 92                |
| Italia (airplay italiana) | 12                |